# Bülach
Bülach (/ˈbylɑχ/, toponimo tedesco) è un comune svizzero di 19 611 abitanti del Canton Zurigo, nel distretto di Bülach del quale è capoluogo; ha lo status di città.

## Storia
L'origine di Bülach è probabilmente romana. Infatti, la desinenza -ach veniva utilizzata in alemanno per designare insediamenti romani costituiti da ville rustiche, conosciute col nome del loro fondatore. La zona era ricca di tali insediamenti, come ancora testimonia la villa rustica di Seeb, situata poco più a sud di Bülach. Il fondo rustico che dette origine a Bülach si chiamava Pulliacum, da un certo Pullius.
Dal suo territorio nel 1849 fu scorporata la località di Bachenbülach, divenuta comune autonomo; nel 1919 ha inglobato la località di Eschenmosen, fino ad allora frazione di Winkel.

## Monumenti e luoghi d'interesse

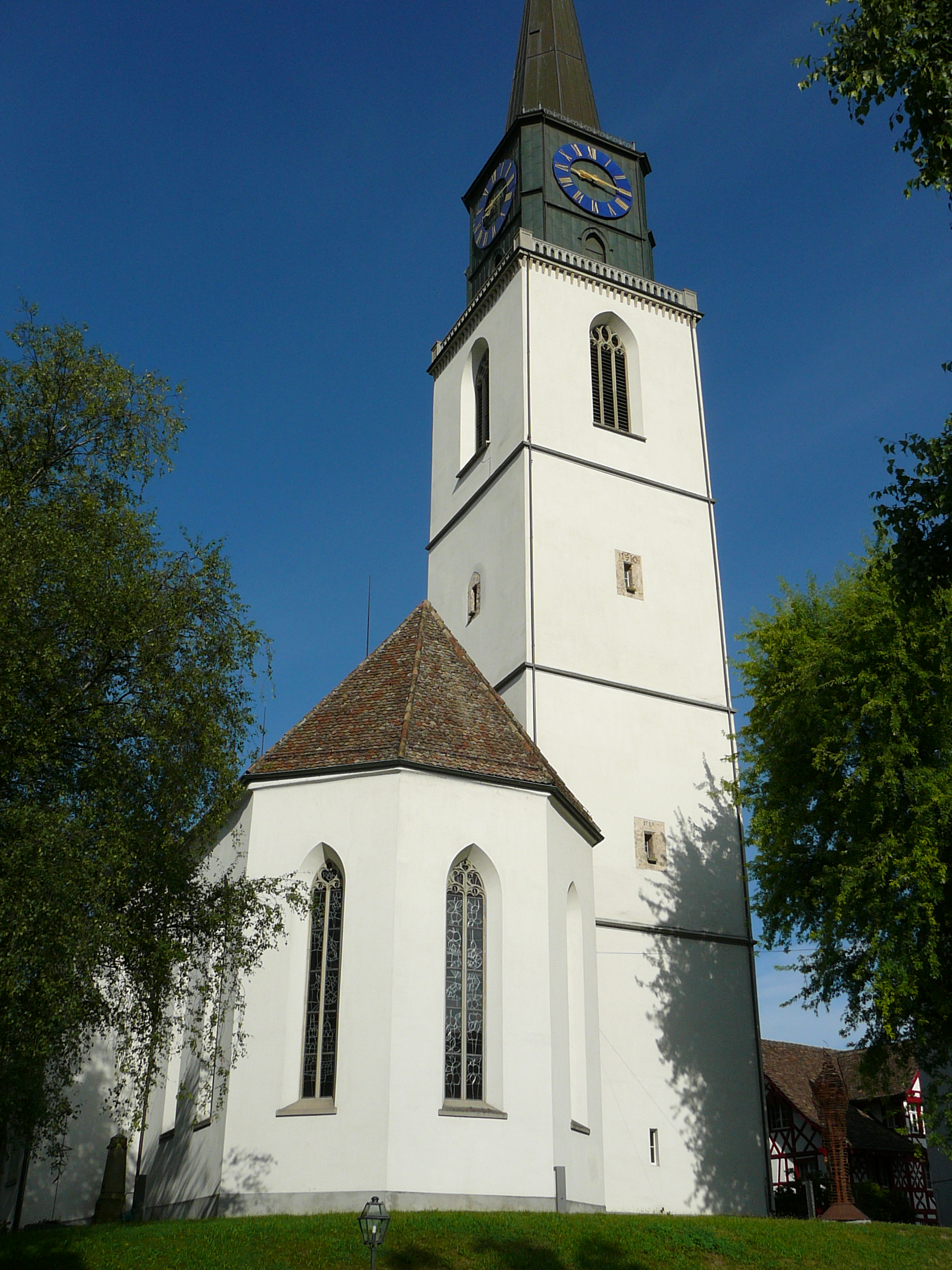
La chiesa di San Lorenzo

- Chiesa riformata di San Lorenzo, eretta nel VII secolo e ricostruita nel 1508-1514[1].

## Società

### Evoluzione demografica
L'evoluzione demografica è riportata nella seguente tabella:
Abitanti censiti

### Etnie e minoranze straniere
| Nazionalità (31 luglio 2013) |        |
| ---------------------------- | ------ |
| Svizzeri                     | 75.5 % |
| tedeschi                     | 5.6 %  |
| Italiani                     | 4.4 %  |
| Kosovari                     | 2.0 %  |
| Serbi                        | 1.5 %  |
| Turchi                       | 1.5 %  |

### Religione
| Religioni (31 luglio 2013) |        |
| -------------------------- | ------ |
| Evangelico-riformata       | 32.3 % |
| Cattolici                  | 27.3 % |
| altre o nessuna religione  | 40.2 % |

## Infrastrutture e trasporti

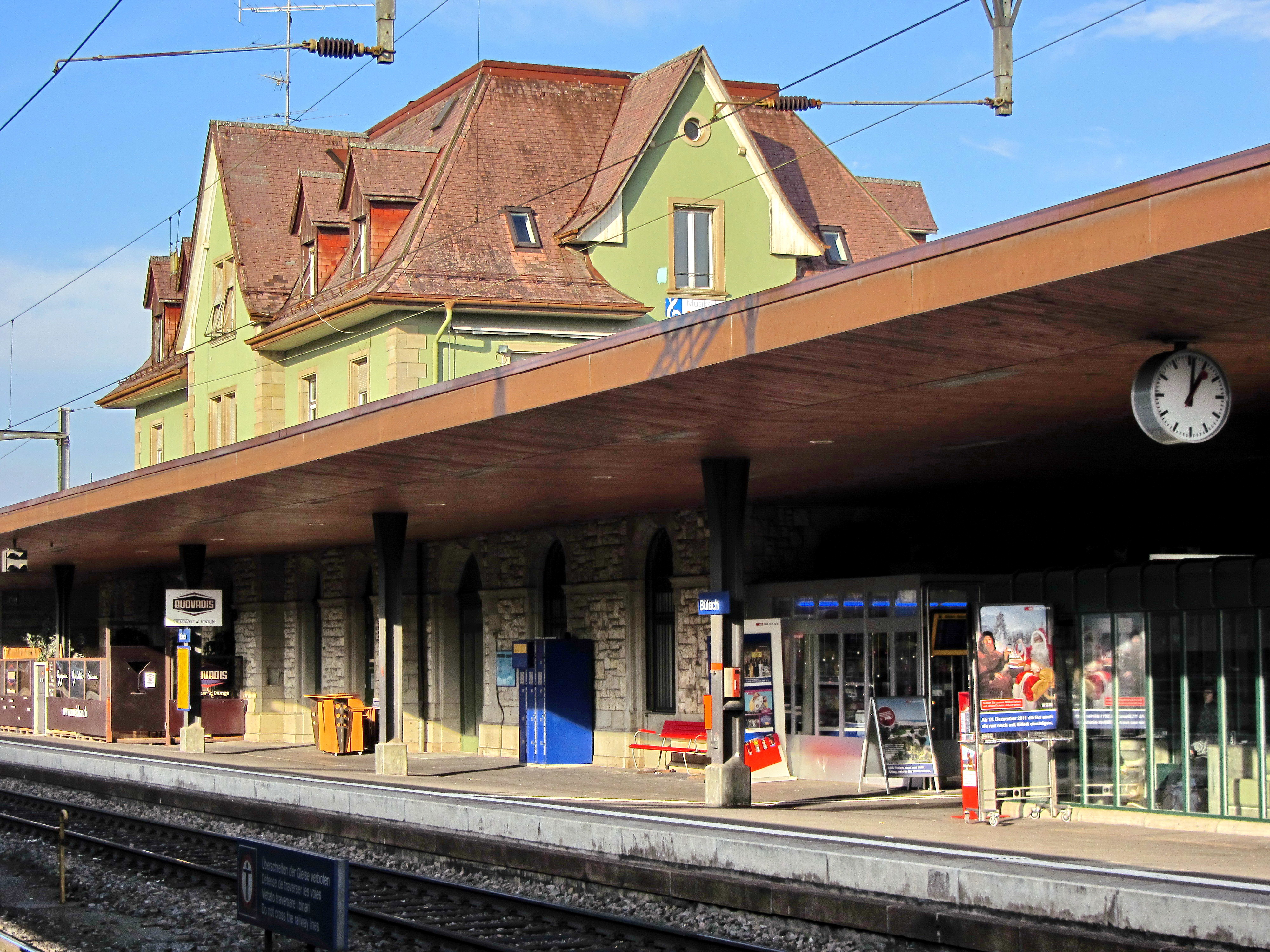
La stazione di Bülach

Bülach è servito dall'omonima stazione sulle linee Oerlikon-Bülach e Winterthur-Bülach-Koblenz e sulle linee S22, S41 e S5 della rete celere di Zurigo. Bülach ha anche un collegamento autobus diretto all'aeroporto di Zurigo.

## Amministrazione
Ogni famiglia originaria del luogo fa parte del cosiddetto comune patriziale e ha la responsabilità della manutenzione di ogni bene ricadente all'interno dei confini del comune.

### Gemellaggi
- Santeramo in Colle, dal 2000[6]